# Piaski sandrowe
 Piaski sandrowe – luźna skała osadowa, osadzona na przedpolach moren czołowych przez wody lodowcowe rozmywające morenę czołową i płynące od czoła topniejącego lodowca. Jest to jeden z rodzajów osadów fluwioglacjalnych. Pod względem uziarnienia są to piaski, najczęściej dobrze przesortowane, niekiedy o krzyżowym uwarstwieniu, średnio obtoczone, luźne lub słabogliniaste, rzadziej gliniaste, często z wkładkami żwirów, dość zasobne w minerały łatwo wietrzejące. 